# Alfonso Ribeiro
Alfonso Lincoln Ribeiro, Sr. (Bronx, 21 de setembro de 1971), é um ator, dançarino, cantor, apresentador, e comediante norte-americano, famoso pelo papel de Carlton Banks na seriado The Fresh Prince of Bel-Air. Em 1984, atuou num clássico comercial da Pepsi, onde contracenou com Michael Jackson.
Ele é o anfitrião do programa da ABC, America's Funniest Home Videos, substituindo o apresentador Tom Bergeron, que deixou o show depois de 15 anos. Ribeiro também foi anfitrião do programa de televisão Dance 360. Ele também estrelou o papel-título do musical da Broadway The Tap Dance Kid, e em  2014, Ribeiro venceu a 19ª temporada do Dancing with the Stars com a parceira profissional Witney Carson.

## Biografia

### 1971-1979
Alfonso nasceu em Nova Iorque, e sua família teve origem em Trinidad e Tobago. Existiu um boato de que Alfonso era de ascendência dominicana, mas o próprio ator declarou numa entrevista que essa informação era falsa. Segundo o próprio Alfonso nem ele e nem sua família têm origens ligadas a República Dominicana, mas sim a Trinidad e Tobago.
Seu avô paterno, Albert Ribeiro, um músico de calipso de origem africana e portuguesa conhecido profissionalmente como Lord Hummingbird.

## Carreira

### 1979-1984
Alfonso Ribeiro começou sua carreira atuando no drama Oye Willie, quando tinha oito anos de idade. Até os dez anos ele já havia participado de musicais como Baby Dance, Not Too Young e Sneak Away With Me.
Sua primeira chance de chegar ao estrelato veio em 1983, quando atuou no musical da Broadway The Tap Dance Kid, onde acabou recebendo elogios por seu desempenho.

### 1984-1990
Em 1984 Alfonso Ribeiro gravou um comercial de televisão com o astro pop Michael Jackson. Nesse comercial Alfonso apareceu como bailarino. Quando o comercial foi ao ar correu um falso rumor de que um dos garotos do comercial, no caso o próprio Alfonso Ribeiro, havia morrido quando gravava o mesmo. Segundo esse boato a morte do garoto deu-se na execução de um dos movimentos ensaiados, quando o menino quebrou o pescoço executando o movimento. O boato foi desmentido mais tarde.
Ainda em 1984 Alfonso Ribeiro interpretou "Alfonso Spears" na série americana Silver Spoons. Ele também cantou em um comercial da norteamericana Igreja de Jesus Cristo dos Santos dos Últimos Dias.
Em 1985 promoveu seu pacote de instrução de dança, chamado Breakin and Poppin, que era vendido na televisão americana.

### 1990-1996
Em 1990 estreia nos EUA a série The Fresh Prince of Bel-Air, lançada no Brasil como Um Maluco no Pedaço, e em Portugal como O príncipe de Bel-Air. Nesse sitcom Alfonso Ribeiro interpreta o personagem mauricinho Carlton Banks, que na série é primo do irreverente Will Smith, personagem interpretado pelo próprio Will Smith. O enorme sucesso da série também foi refletido em seus atores e personagens, já que Carlton Banks tornou-se o mais conhecido papel interpretado por Alfonso Ribeiro. Em 1995 além de atuar ele dirigiu o episódio 11 da 6ª temporada da série, intitulado I, Ooh, Baby, Baby.
Alfonso Ribeiro interpretou Carlton Banks de 1990 até 1996, quando a série foi encerrada. Nos anos de 1994 e 1995 Alfonso ainda participou e venceu a "Toyota Pro/Celebrity Race", que é uma famosa corrida nos EUA envolvendo astros e estrelas da TV, cinema, teatro, dentre outros.
Em 1995 fez uma ponta no programa In the House, onde apareçeu com seu personagem Carlton Banks no episódio Dog Catchers, de 18 de setembro de 1995. Essa foi a única vez que Alfonso interpretou Carlton Banks fora do programa The Fresh Prince of Bel-Air.

### 1996-1999
Em 1996 Alfonso entrou definitivamente para série de TV In the House, que era estrelada por LL Cool J. Alfonso passou a interpretar o Dr. Maxwell Stanton. Entre 1997 e 1998 Alfonso ainda dirigiu alguns episódios da série, sem deixar de atuar. Em 1999 Alfonso voltou apenas a atuar no seriado, deixando o posto de diretor. Ele ficaria na série até o final desta em 1999.
Em 1997, ele fez a voz de Roland Jackson em Extreme Ghostbusters, lançado no Brasil como Os Novos Caça-Fantasmas. Em 1999 Alfonso apareceu em um dos vídeoclipes do single Wild Wild West, que era a trilha sonora do filme Wild Wild West, lançado no mesmo ano e que estreou no Brasil com o título As Loucas Aventuras de James West e em Portugal como Wild Wild West.

### 2000-2006
Alfonso Ribeiro casou-se em 2002 com a atriz Robin Stapler. Eles se conheceram em 1999, quando Alfonso ainda participava do seriado In the House. Em 2003, Alfonso apareceu num comercial do McDonald's. No mesmo ano de 2003, nasceu Sienna, única filha de Alfonso Ribeiro com sua esposa Robin Stapler. Em 2004 começou a dirigir o seriado All of Us, lançado no Brasil como Elas e Eu.
Em 9 de Agosto de 2006 Alfonso Ribeiro e Robin Stapler se divorciam. O divórcio foi pedido ao Tribunal Superior de Los Angeles, e o casal alegou "diferenças irreconciliáveis" como motivo da separação.
Em agosto de 2006 Alfonso Ribeiro foi um dos participantes do reality show Celebrity Duets, da Fox. Durante o programa Alfonso prometeu fazer a "Carlton Dance", caso vencesse a competição. Ele manteve a sua promessa, quando se tornou um dos três finalistas. Em 29 de setembro de 2006 Alfonso Ribeiro foi anunciado como o vencedor do show, que teve Lucy Lawless e Hal Sparks em segundo e terceiro lugares, respectivamente. Com a vitória de Alfonso Ribeiro a instituição de caridade Fresh Start, que prevê a cirurgia plástica para crianças com defeitos congênitos, recebeu a quantia de US$ 100.000. A indicação da instituição Fresh Start foi feita pelo próprio Alfonso.
Ribeiro também participou do Mario Lemieux Celebrity Invitational, que visava recursos para a investigação e tratamento do câncer. Ainda em 2006 Alfonso dirigiu alguns episódios dos seriados americanos Cuts, Eve e One on One, sendo que neste último Alfonso também dirigiu alguns episódios em 2005.

### 2007
Em 2007 Alfonso apareceu no single Glamorous, da cantora Fergie. No mesmo ano de 2007 Alfonso escreveu um dos episódios da série All of Us, lançado no Brasil como Elas e Eu. Ainda em 2007 deixou de dirigir o seriado, no qual ocupava o cargo de diretor desde 2004.
Em 2008 Alfonso fez aparições que foram ao ar só nos EUA, no canal Nick at Nite, oferecendo aconselhamento romântico durante os intervalos. Ele também foi ao Last Comic, programa de humor do canal norteamericano NBC, num episódio de 29 de maio de 2008. Mais recentemente Alfonso foi um dos destaques a bordo do navio M/V Disney Magic, que faz uma viagem chamada Disney Cruise Line, através do Canal do Panamá.
Em outubro de 2012 Alfonso se casou com a escritora Angela Unkrich, de que quem estava noivo desde julho daquele ano. Alfonso Ribeiro atualmente mora com sua atual esposa em Los Angeles, nos Estados Unidos.

### 2014
No ano de 2014 Alfonso Ribeiro realizou o seu sonho de participar do programa norteamericano de competição de dança Dancing With The Stars, da emissora ABC, do qual saiu vencedor em 25 de novembro de 2014, conquistando o almejado "Mirrorball Trophy", ao lado de sua parceira, a dançarina Witney Carson, a qual o reconheceu como sendo uma das pessoas mais esforçadas que já conhecera. Na quarta semana do concurso foi incluída na coreografia da dupla a irreverente dança que consagrou o personagem Carlton no seriado Um Maluco no Pedaço.

## Prêmios e indicações
| Ano      | Premiação                    | Categoria | Trabalho (Série)            | Resultado |
| -------- | ---------------------------- | --- | --------------------------- | --------- |
| 1985     | Young Artist Awards          | Best Young Actor in a Television Comedy Séries Melhor comediante jovem em uma série de televisão                                                                                | Silver Spoons               | Indicação |
| 1986     | Young Artist Awards          | Best Young Actor in a Television Comedy Séries Melhor comediante jovem em uma série de televisão                                                                                | Silver Spoons               | Indicação |
| 1987     | Young Artist Awards          | Exceptional Performance by a Young Actor Starring in a Television Comedy or Drama Séries Excepcional performance de um jovem ator em uma série de Comédia ou Drama na televisão | Silver Spoons               | Indicação |
| 1994 (1) | Toyota Pro/Celebrity Race    | Não houve categoria | Não houve                   | Vencedor  |
| 1995 (1) | Toyota Pro/Celebrity Race    | Não houve categoria | Não houve                   | Vencedor  |
| 1996     | NCLR Bravo Award             | Outstanding Television Séries Actor in a Crossover Role | The Fresh Prince of Bel-Air | Indicação |
| 1996     | Image Award                  | Outstanding Supporting Actor in a Comedy Séries Melhor ator coadjuvante em uma série de comédia                                                                                 | The Fresh Prince of Bel-Air | Vencedor  |
| 1998     | Image Award                  | Outstanding Supporting Actor in a Comedy Séries Melhor ator coadjuvante em uma série de comédia                                                                                 | In the House (1995)         | Vencedor  |
| 1999     | Image Award                  | Outstanding Supporting Actor in a Comedy Séries Melhor ator coadjuvante em uma série de comédia                                                                                 | In the House (1995)         | Indicado  |
| 2005 (2) | BET Comedy Award             | Outstanding Directing for a Comedy Séries Melhor diretor de uma Série de Comédia                                                                                                | All of Us (2003)            | Indicado  |
| 2006 (3) | Celebrity Duets (Fox)        | Não houve categoria | Não houve                   | Vencedor  |
| 2014 (4) | Dancing With The Stars (ABC) | Não houve categoria | Não houve                   | Vencedor  |

## Filmografia

### Cinema
| Ano  | Título Original | Personagem            |
| ---- | --------------- | --------------------- |
| 1993 | Infested        | Darrel 'Panic' Lumley |
| 2005 | Love Wrecked    | Brent Hernandez       |

### Televisão
| Ano       | Título Original                                 | Personagem                                                                  | Episódios (Quantidade) |
| --------- | ----------------------------------------------- | --------------------------------------------------------------------------- | ---------------------- |
| 1980      | Oye Willie                                      | Não identificado                                                            | Todos                  |
| 1984-1987 | Silver Spoons                                   | Alfonso Spears                                                              | 72 Episódios           |
| 1986      | Magnun P.I.                                     | Kenny                                                                       | 3 Episódios            |
| 1987      | Mighty Pawns                                    | Frank                                                                       | Todos                  |
| 1988      | Christmas                                       | Rocky                                                                       | Todos                  |
| 1988      | CBS Schoolbreak Special                         | Buddy                                                                       | 1 Episódio             |
| 1989      | Out on the Edge                                 | Jesse                                                                       | Todos                  |
| 1990      | A Different World                               | Zach Duncan                                                                 | 1 Episódio             |
| 1990-1996 | The Fresh Prince of Bel-Air                     | Carlton Banks                                                               | Todos                  |
| 1994      | Bill Nye, the Science Guy                       | Não indicado                                                                | 1 Episódio             |
| 1995      | Happily Ever After: Fairy Tales for Every Child | Rei Midas                                                                   | 1 Episódio             |
| 1995-1999 | In the House                                    | Carlton Banks (único episódio em 1995) Dr. Maxwell Stanton (de 1996 a 1999) | 51 Episódios           |
| 1996      | Kidz in the World                               | Não indicado                                                                | 1 Episódio             |
| 1996-1997 | Spider-Man                                      | Randy Robertson (Voz) e o jovem Joseph 'Robbie' Robertson (Voz)             | 2 Episódios            |
| 1997      | Extreme Ghostbusters                            | Roland Jackson (Voz)                                                        | 2 Episódios            |
| 2002      | One on One                                      | Lenny                                                                       | 1 Episódio             |
| 2002      | The Brothers Garcia                             | Mr. Sweets                                                                  | 2 Episódios            |
| 2002      | The Rerun Show                                  | Dwayne                                                                      | 1 Episódio             |
| 2003      | Cedric the Entertainer Presents                 | Não indicado                                                                | 1 Episódio             |
| 2004      | Seek & Hide                                     | Dr. Grone                                                                   | 1 Episódio             |
| 2011      | Big Time Rush                                   | Carlton Banks                                                               | 1 Episódio             |

### Outros Trabalhos
| ANO       | TÍTULO ORIGINAL                    | DETALHE                                     | FUNÇÃO                                | CATEGORIA    | EPISÓDIOS    |
| --------- | ---------------------------------- | ------------------------------------------- | ------------------------------------- | ------------ | ------------ |
| 1983      | Tap Dance Kid                      | Musical da Broadway                         | Ator                                  | Teatro       | Todos        |
| 1984      | "Michael Jackson Pepsi Commercial" | Pepsi                                       | Bailarino                             | Comercial TV | -            |
| 1984      | "Who Broke My Window?"             | Church Of Jesus Christ Of Latter Day Saints | Cantor                                | Comercial TV | -            |
| 1995      | The Fresh Prince of Bel-Air        | -                                           | Diretor e Ator (no mesmo episódio)    | Série TV     | 1 Episódio   |
| 1997-1998 | In the House                       | -                                           | Diretor e Ator (nos mesmos episódios) | Série TV     | 4 Episódios  |
| 1999      | Wild Wild West                     | Single do filme Wild Wild West              | Extras Casting: music video           | Videoclipe   | -            |
| 2002      | Golden Boy                         | -                                           | Ator                                  | Teatro       | Todos        |
| 2003      | "McGriddle Sandwich"               | McDonalds                                   | Ator                                  | Comercial TV | -            |
| 2004-2007 | All of Us                          | -                                           | Diretor                               | Série TV     | 26 Episódios |
| 2005-2006 | One on One                         | -                                           | Diretor                               | Série TV     | 6 Episódios  |
| 2006      | Eve                                | -                                           | Diretor                               | Série TV     | 1 Episódio   |
| 2006      | Cuts                               | -                                           | Diretor                               | Série TV     | 1 Episódio   |
| 2007      | All of Us                          | -                                           | Escritor                              | Série TV     | 1 Episódio   |
| 2007      | Glamours                           | Single da cantora Fergie                    | Extras Casting: music video           | Videoclipe   | -            |